# Río Aire
El río Aire (pronunciación: er:) es un río de Francia, afluente por la derecha del río Aisne, a su vez afluente del río Sena.
Tiene una longitud de 143 km. Su fuente se encuentra en Saint-Aubin-sur-Aire (Mosa). Atraviesa el departamento de sur a norte por el límite oriental del macizo del Argonne, y confluye con el Aisne aguas arriba de Mouron (Ardenas). 
Su cuenca tiene una superficie de 1043 km². Su caudal medio es de 13,60 m³/s. No es navegable.

## Afluentes
En orden descendente:
- río Ezrule (izquierda)
- río Cousance (derecha)
- río Buanthe(derecha)
- río Exermont (derecha)
- río Agrón (derecha)

## Captura
Antes de ser capturado par el Aisne, afluía al río Bar, a su vez afluente del río Mosa.
- Datos: Q408614
- Multimedia: Aire (rivière) / Q408614